# Indie na Letnich Igrzyskach Olimpijskich 1952
Indie na Letnich Igrzyskach Olimpijskich 1952 reprezentowało 64 sportowców w 11 dyscyplinach.

## Medale
| Medal | Zawodnik | Dyscyplina sportowa | Konkurencja |
| ----- | --- | ------------------- | ----------- |
| Złoto | Leslie Claudius Meldric Daluz Keshav Dutt Chinadorai Deshmutu Ranganandhan Francis Raghbir Lal Govind Perumal Muniswamy Rajagopal Balbir Singh Sr. Randhir Singh Gentle Udham Singh Dharam Singh Grahanandan Singh Kunwar Digvijay Singh | Hokej na trawie     |             |
| Brąz  | Khashaba Jhadav | Zapasy              |             |

## Wyniki

### Boks
- Benoy Bose
- Sakti Mazumdar
- Ron Norris
- Oscar Ward

### Gimnastyka
- Khushi Ram
- Vir Singh

### Hokej na trawie
- Leslie Claudius
- Chinadorai Deshmutu
- Keshav Dutt
- Ranganandhan Francis
- Raghbir Lal
- Govind Perumal
- Muniswamy Rajagopal
- Randhir Singh Gentle
- Dharam Singh
- Balbir Singh Sr.
- Grahanandan Singh
- Kunwar Digvijay Singh
- Udham Singh
- Meldric Daluz

### Kolarstwo
- Pradip Bode
- Netai Bysack
- Suprovat Chakravarty
- Raj Kumar Mehra
- Tarit Kumar Sett

### Lekkoatletyka
- Mary D’Souza
- Nilima Ghose
- Ivan Jacob
- Surat Mathur
- Lavy Pinto
- Gulzara Singh Mann
- Mehnga Singh
- Sohan Singh

### Piłka nożna
- Berland Anthony
- Joseph Anthony
- Sayed Khwaja Aziz-ud-Din
- Ahmed Muhammad Khan
- Sheikh Abdul Latif
- Sailen Manna
- Sayed Moinuddin
- Mohammad Sattar
- Thulukhanam Shunmugham
- Chandan Singh Rawat
- Padamttom Vankatesh

### Piłka wodna
- Bijoy Barman
- Isaac Monsoor
- Khamlillal Shah
- Birendra Basak
- Ran Chandnani
- Jehangir Naegamwalla
- Sachin Nag
- Sambhu Saha
- Kedar Shah
- David Sopher

### Pływanie
- Dolly Nazir
- Arati Saha
- Bijoy Barman
- Isaac Monsoor
- Khamlillal Shah

### Podnoszenie ciężarów
- Kamineni Eswara Rao
- Daniel Pon Mony

### Strzelectwo
- Harihar Banerjee
- Souren Choudhury

### Zapasy
- Niranjan Das
- Shirang Jadav
- Khashaba Jhadav
- Keshav Mangave